# Howick Hall
Howick Hall est un monument classé Grade II situé à Howick en Angleterre.
Siège ancestral des comtes Grey, elle a été la maison du premier ministre Charles, 2e comte Grey (1764–1845) qui y est mort.
Le lieu reste connu pour ses jardins et son arboretum,.

## Histoire
Howick appartient à la famille Gray depuis 1319. Une maison-tour, qui se trouvait autrefois sur le site et a été démolie en 1780.
Le Hall a été construit en 1782 par l'architecte de Newcastle, William Newton. L'entrée était à l'origine du côté sud. Le 2e comte Grey emploie George Wyatt en 1809 pour agrandir la maison en déplaçant l'entrée du côté nord, en remplissant le hall d'entrée et les deux quadrants reliant la maison à ses ailes, et en construisant la première terrasse du côté sud.
Un incendie détruit tout l'intérieur de la maison principale en 1926, avec tout le contenu des deux derniers étages. Elle est reconstruite en 1928 selon les plans de Herbert Baker, qui modifie la façade nord en introduisant un portique au-dessus du hall d'entrée afin de rendre la maison plus petite avec un puits ouvert au milieu, avec une rotonde reliant l'avant et l'arrière sur le rez-de-chaussée.
La famille Grey quitte la maison principale peu de temps après la mort de Charles Grey, 5e comte Grey en 1963. En 1973, son petit-fils, Charles Baring, 2e baron Howick de Glendale, convertit l'aile ouest en une maison.